# Gerónima Montealegre Fernández
Gerónima Montealegre Fernández   (San José, 30 d'octubre de 1823 - 16 de setembre de 1892) María Gerónima Montealegre Fernández de Carranza Ramírez va ser una filantropa costa-riquenya, primera dama del seu país en ser la deona del cap d'Estat provisional Bruno Carranza (1822-1891).
Els seus pares eren Mariano Montealegre Bustamante (primer vicecap d'Estat i el primer diplomàtic costa-riqueny, i un dels més rics cafeters de la seva època) i de Jerónima Fernández Chacón (que tenia una gran fortuna personal).Va ser germana de José María Montealegre Fernández ―que seria president de Costa Rica entre 1859 i 1863―. Es va casar amb Carranza a San José el 3 de gener de 1847. Es va convertir en primera dama quan ell va arribar al poder ―mitjançant un cop d'estat- entre el 27 d'abril i el 9 d'agost de 1870.
Utilitzant l'herència de la seva mare, ella i les seves germanes Aurelia i María Montealegre Fernández van fundar l'Hospici de la Trinitat, el primer orfenat de la ciutat de San José.
El 25 de gener de 1891 va morir el seu marit als 68 anys d'edat. Ella va morir a la mateixa ciutat el 16 de setembre de 1892. Al moment de la seva mort, el diari josefí L'Herald la va sobrenomenar «la mare dels orfes i dels desvalguts».
L'actriu Madeleine Stowe ―a través de la seva mare, Mireya Mora-Steinvorth, de nacionalitat costa-riquenya― és quadrineta de Gerónima Montealegre.